# Aigaliers
Aigaliers là một xã ở tỉnh Gard ở miền nam nước Pháp. Xã này có diện tích 28,06 km², dân số năm 1999 là 386 người. Khu vực này có độ cao trung bình 212 mét trên mực nước biển.